# Estação Simplon
Simplon é uma estação da Linha 4 do Metrô de Paris, localizada no 18.º arrondissement de Paris.

## Localização
A estação está situada sob o boulevard Ornano, entre a rue du Simplon e a rue de Clignancourt.

## História

### Abertura e origem do nome
A estação foi aberta em 21 de abril de 1908.
Seu nome vem da rue du Simplon, que faz referência ao Passo do Simplon, localizado a 2 008 m de altitude nos Alpes suíços ligando o Valais e o Piemonte, onde Napoleão construiu uma estrada em 1807. Nas proximidades, o túnel ferroviário do Simplon liga a Suíça à Itália desde 1906. O primeiro túnel foi duplicado em 1922.

### Bombardeamentos de 1944
Na noite de 20 a 21 de abril de 1944, a estação foi atingida por um bombardeamento aéreo aliado destinado ao depósito de La Chapelle, que causou o colapso da abóbada na via e nas plataformas.

### Incêndio de 2005

#### Os fatos
Em 6 de agosto de 2005, às 16 h 42, o condutor de um trem MP 59 em direção a Porte d'Orleans entra na estação e percebe que a fumaça escapa sob o quinto carro do trem na plataforma na outra direção. Imediatamente, ele informa o PCC pelo rádio. A corrente de tração é então cortada e os condutores dos dois trens solicitam a evacuação. Como o segundo trem estava agora na plataforma, o fogo podia se espalhar.
Poucos minutos depois, o fogo abrasou o quinto carro, e ganhou o carro do trem parado na plataforma na via oposta. Os bombeiros, que chegaram no local muito rapidamente, levaram várias horas para extinguir o incêndio, que eles qualificaram como muito impressionante. Este último foi apagado em torno das 18 h.
A propagação da fumaça e as dificuldades em liberar a fumaça efetivamente da estação exigiram uma interrupção do tráfego até o final do serviço em grande parte da linha 4, entre Porte de Clignancourt e Réaumur - Sébastopol, bem como a evacuação da estação vizinha Marcadet - Poissonniers. O tráfego também teve que ser interrompido em parte da linha 12 entre 17 h 18 e 20 h 59 entre as estações Trinité - d'Estienne d'Orves e Porte de la Chapelle em razão da correspondência com a linha 4 em Marcadet - Poissonniers.
Apenas dezenove pessoas foram levemente intoxicadas pela fumaça (um passageiro e dezoito agentes da RATP).
Os trens incendiados foram rebocados para o Pátio de Saint-Ouen.
O tráfego foi retomado em toda a linha 4 na manhã seguinte às 8 h, com os trens não marcando a parada na estação Simplon. A estação, cuja renovação foi prevista de longa data, algumas semanas mais tarde, foi fechada diretamente. Ela reabriu em fevereiro de 2006.

#### Conclusões e consequências
O incêndio é devido à combinação de um mau funcionamento do equipamento eletromecânico de partida de tipo JH, bloqueando um elemento de tração na posição de "aceleração máxima", e de uma pane latente de um disjuntor. A rotação rápida da roda enquanto o trem estava parado causou um superaquecimento do pneu, seu rompimento e o incêndio do trem.
O incêndio evidenciou um nível de liberação de fumaça insuficiente nessa parte da linha.
Desde este incêndio, o alerta "FEU FUMÉE" ("FOGO FUMAÇA" ) foi posto em prática por todos os agentes do metrô. Corresponde a um incêndio ou fumaça que não pode ser controlado pelos agentes. Após o recebimento do alerta "FEU FUMÉE" e sua localização, os bombeiros são imediatamente notificados e vários quartéis são mobilizados. A evacuação das estações de vigilância de incêndio é imediata assim como de todos os trens presentes na zona de risco. Todos os outros trens devem parar na estação e esperar. A liberação da fumaça é feita imediatamente.

### Frequência
Em 2017, de acordo com estimativas da RATP, 3 083 837 passageiros entraram na estação, o que a coloca na 174ª posição das estações de metrô por sua frequência em 302.

## Serviços aos passageiros

### Acessos
A estação dispõe de três acessos que levam aos números 27, 36 e 38 do boulevard Ornano.

### Plataformas
A estação tem duas plataformas laterais que permitem acomodar trens com um comprimento de cerca de 90 metros.

### Intermodalidade
A estação é servida pelas linhas 56 e 85 da rede de ônibus RATP e, à noite, pelas linhas N14 e N44 da rede Noctilien.